# Лисовская, Инесса Аркадьевна
Инесса Аркадьевна Лисовская (бел. Інэса Аркадзьеўна Лісоўская; род. 16 апреля 1964, Минск, Белорусская ССР, СССР) — советская гимнастка, представляла художественную гимнастику в индивидуальных и групповых упражнениях. Серебряный призёр Х чемпионата мира в групповых упражнениях (1981 г., Мюнхен). Трёхкратный бронзовый призёр II чемпионата Европы в многоборье и в отдельных видах (булавы, лента) (1980 г., Амстердам). Чемпионка СССР 1980 года, Мастер спорта СССР международного класса. Член сборной команды СССР 1976—1982 гг.

## Биография
Инесса Лисовская родилась в Минске (Белорусская ССР, СССР) в 1964 году. Начала заниматься художественной гимнастикой с первого класса (1971 г.) во Дворце пионеров, у тренера Щербины Зинаиды Алексеевны. Через четыре года мама перевела дочь в СДЮШОР № 3 города Минска, поближе к дому, где Инесса Лисовская продолжила заниматься художественной гимнастикой у тренера Честновой Екатерины Степановны (заслуженный тренер БССР).
С 1991 года Инесса продолжила свою карьеру уже в качестве тренера на Кипре, в Лимасоле. Затем, с 1998 года, работала в Линце, в Австрии. В настоящее время живёт в родном городе Минске, воспитывает троих детей и работает в администрации «Физкультурно-спортивного центра детей и молодежи». Как хобби преподаёт любительскую художественную гимнастику для девочек, учащихся школ. «Красота души, здоровье духа, женственность — самые высокие награды», — считает Инесса Лисовская.

## Спортивные результаты
- 1981 — Серебряный призёр Х чемпионата мира в групповых упражнениях (три ленты, три мяча), Мюнхен (ФРГ).
- 1981 — Призёр международного турнира «Весна — 81» в отдельных видах, Гданьск (Польша);
- 1980 — Бронзовый призёр 2-го чемпионата Европы в многоборье и в упражнениях с булавами, лентой, Амстердам (Нидерланды);
- 1980 — Победитель Кубка СССР в упражнении с булавами; серебряный призёр Кубка СССР в многоборье, Тбилиси (Грузия)
- 1980 — Победитель чемпионата СССР в отдельных видах; бронзовый призёр чемпионата СССР в отдельных видах;
- 1980 — Серебряный призёр; бронзовый призёр Международного турнира НРБ-СССР «Студенческая трибуна», София (Болгария);
- 1979 — Призёр Кубка СССР в отдельных видах, Томск;
- 1979 — Многократный победитель ВЦСПС среди девушек в многоборье и отдельных видах, Алма-Ата (Казахстан);
- 1979 — Призёр Первенства СССР в отдельных видах, Томск;
- 1978 — Призёр международных соревнований на приз «Золотой обруч», «Советская культура», Москва.